# قرار مجلس الأمن التابع للأمم المتحدة رقم 315
قرار مجلس الأمن التابع للأمم المتحدة رقم 315، الذي تم اعتماده في 15 يونيو 1972، بعد إعادة تأكيد القرارات السابقة بشأن هذا الموضوع، وبعد الإشارة إلى التطورات المشجعة الأخيرة، مدد المجلس ولاية قوة الأمم المتحدة لحفظ السلام في قبرص لفترة أخرى تنتهي في 15 ديسمبر 1972. كما دعا المجلس الأطراف المعنية مباشرة إلى مواصلة العمل بأقصى درجات ضبط النفس والتعاون الكامل مع قوة حفظ السلام.
تمت الموافقة على القرار بأغلبية 14 صوتاً. امتنعت جمهورية الصين الشعبية عن التصويت.